# Pedro Pais da Silva
Pedro Pais da Silva "o Escacha" (1115 —?) D. Pedro Pais da Silva foi alcaide-mór de Coimbra.

## Relações familiares
Foi filho de D. Paio Guterres da Silva (1070 — 1129) e de D. Sancha Anes (1080 —?). Casou com D. Elvira Nunes (1120 —?) de quem teve: 
1. D. Sancho Pires da Silva
2. D. Soeiro Pires da Silva (1130 —?)  casado com Fruilhe Viegas (1140 -?), filha de D. Egas Fafes de Lanhoso (1100 - 1160) e de D. Urraca Mendes de Sousa.
3. D. Mór Pires da Silva casada com Nuno Velho, senhor de Mosteiro de Várzea.